# .md
.md je vrhovna internetska domena (country code top-level domain - ccTLD) za Moldovu. Domenom upravlja MoldData S.E.

## Vanjske poveznice
- IANA .md whois informacija  Arhivirana inačica izvorne stranice od 8. kolovoza 2008. (Wayback Machine)